# 王太岚
王太岚（1939年—），山东齐河人，中国人民解放军将领、中国人民解放军中将。 
1994年，授予中国人民解放军中将，曾任总后勤部副部长。 